# 恵本裕子
恵本 裕子（えもと ゆうこ、1972年12月23日 - ）は、日本の女性柔道家。段位は四段。身長163cm。北海道旭川市出身。1996年アトランタオリンピック柔道女子61kg級金メダリスト。

## 経歴
旭川市立明星中学校から旭川南高校に入学後、「なにか青春したい」と、テニス部に入部。球拾い中、あまりにも蚊に刺された事で嫌になり一日で辞めた。担任の先生がラグビー部の顧問で、ホームルームでラグビー部の勧誘をした際、かつてテレビで見た『スクール☆ウォーズ』のファンだったため、軽い気持ちで女子も入部できるか尋ねたところ「ラグビーは顔に傷がつくから女子には勧められない」と断られた。
入部一週間後には市の新人戦に56キロ級で出場、受け身も教えてもらわない状態で大内刈のみで優勝した。その後、高校1年生では全道大会2位。高校2年生では、全道大会61キロ級で優勝して春の全国高校選手権では61キロ級でベスト8に入った。高校3年生では全日本体重別選手権大会でベスト8になり、住友海上のさわやかホープ賞を受賞している。
同年の宮城インターハイの団体戦ではチームメイトの斉藤穂子などとともに活躍して3位になった。さらに、柔道を始めて僅か1年半で全日本ジュニア強化選手に選ばれた。
なお旭川南高柔道部は恵本の他、後に世界で活躍する上野雅恵、上野順恵、佐藤愛子の出身校でもある。
進路を決める際には、恵本は短大進学から警察官になることを希望していた。しかし、別の選手をスカウトする目的で道場にやってきた住友海上の持田典子コーチ（ソウルオリンピック61キロ級銅メダリスト）の目に留まった。恵本は持田に何度も投げられながらも、「オリンピック3位だろうが、私より強い女はいないはずだ」と執拗に食って掛かってきたという。その強い気持ちに魅せられて持田は恵本を勧誘することになった。
1991年に住友海上女子柔道部に入部すると、急激に力を付け始めた。
1993年の選抜体重別61キロ級では決勝で埼玉大学4年の北爪弘子に1-2の判定で惜敗したが、2位になったことで世界選手権の補欠になり、全日本強化選手A指定にもなった。
1994年には選抜体重別の決勝であさひ銀行の北爪に2-1の判定で辛勝して初優勝を飾ったが、広島アジア大会では決勝で韓国の鄭成淑の体落で技ありを取られて2位にとどまった。
1995年のフランス国際では後にオリンピックの決勝で対戦する世界チャンピオンであるベルギーのジェラ・バンデカバイエを送足払で崩すなどして判定勝ちを収めたものの、その後敗れて5位に終わった。選抜体重別では2連覇を果たして、幕張で開催された世界選手権代表になったが、初戦でチェコのミハエラ・ヴェルネロヴァに開始僅か11秒の送足払で敗れた。
その後、この大会で取れなかったオリンピック出場権を取るべく、ニューデリーで開催されたアジア選手権に出場して3位に入り、何とか出場権を確保した。
1996年のフランス国際では世界チャンピオンである韓国の鄭成淑の内股で敗れるなどして前年に続き5位に終わったが、コーチからは格下相手に確実に勝てる安定感は付いてきたとの評価を得た。
続く体重別では初戦で敗れるが、敗者復活戦を勝ち上がり3位になり、オリンピック代表選手に選ばれた。この際には、「代表に選ばれて驚いています」とコメントしていた。前年の幕張世界選手権では初戦僅か11秒で敗れたこともあって、柔道のオリンピック代表選手で最も期待されておらず、マスコミにもほとんど注目されることがなかった。実際、公開練習日にもマスコミは誰一人訪ねて来ず、コーチの持田とともに悔しい思いをしたという。
しかしながら、アトランタオリンピックにおいて前回のバルセロナ五輪金メダリストでもあるフランスのカトリーヌ・フローリ、バルセロナ五輪銀メダリストであるイスラエルのヤエル・アラド、幕張世界選手権2位のオランダのジェニー・ハルといった有力選手を次々と破る快進撃を見せると、決勝においても1993年の世界チャンピオンであるベルギーのバンデカバイエを内股一本で破り、見事金メダルを獲得した。なお、今大会は強豪との対戦が続いたものの、苦手意識を持っていた鄭成淑が別ブロックになったことで優勝するならこの組み合わせが良いのではないかと思っていたという。実際、準決勝でハルと対戦していた時には同時に別の畳でバンデカバイエと鄭成淑が対戦していたが、「『韓国が負けてベルギーが決勝に上がってくるな』っていうことが一瞬でわかったんです」と語っている。
高校1年の秋から柔道を始めてアトランタ五輪で優勝するまでに柔道経験年数はわずか8年であり、日本の女子柔道金メダリストの中で過去最短のキャリアである。また、女子柔道がオリンピック正式競技種目に採用されて以降、日本選手として初の金メダル獲得でもあった。試合後のインタビューで恵本は「コーチには、オリンピックには魔物がいると聞いていましたが、わたしには神様がいました。」と語った。さらに、「オリンピックの試合が始まるとゴールにたどり着いたような気分で、無欲で戦えました」「今、振り返ってみると、金メダルを獲ったことがすごいんじゃない。金メダルを目指して稽古している姿がすごかったんだって思います」ともコメントした。
また、記者会見ではハンガリーの記者から「YUKO（裕子）という名は柔道の有効ポイントにちなんで付けられた名前ですか」という頓珍漢な質問をされたが、「優しい子供になるように親がつけました。柔道とは関係ありません」と答えている。さらに、「もし世界選手権でのどん底を味わっていなければ、絶対にオリンピックでは勝てなかった」と恵本は五輪後の凱旋インタビューで応えている|。
1998年8月、強化選手を辞退することによって第一線から退いた。
1999年には世界選手権65kg級で優勝したことのある韓国の金赫と結婚した。金に憧れていた恵本が韓国語で手紙を出して交際が始まり、結婚後はソウルで暮らし、一女をもうけた。
2016年には漫画雑誌『イブニング』（講談社）に小林まことが描く連載漫画「JJM 女子柔道部物語」の原作を担当している。小林の『柔道部物語』が高校時代の愛読書だった恵本がfacebookを通じて連絡を取り、恵本の自宅と小林の事務所が近所であったことから交流が始まり、漫画化が決まった。

## 主な戦績
- 1990年 - 全国高校選手権 5位
- 1990年 - インターハイ 団体戦 3位
- 1993年 - 選抜体重別 2位
- 1993年 - アジア選手権 3位
- 1993年 - 強化選手選考会 優勝
- 1994年 - イギリス国際 3位
- 1994年 - 選抜体重別 優勝
- 1994年 - アジア大会柔道競技 3位
- 1994年 - 強化選手選考会 優勝
- 1994年 - 福岡国際 5位
- 1995年 - フランス国際 5位
- 1995年 - オランダ国際 3位
- 1995年 - 選抜体重別 優勝
- 1995年 - 環太平洋柔道選手権大会 優勝
- 1995年 - アジア選手権 3位
- 1996年 - ブルガリア国際 優勝
- 1996年 - フランス国際 5位
- 1996年 - 選抜体重別 3位
- 1996年 - アトランタオリンピック 優勝
- 1997年 - ドイツ国際 5位
- 1997年 - 東アジア大会 2位

（出典、JudoInside.com）。

## 受賞
- 1996年度JOCスポーツ賞最優秀賞
- 1996年度北海道 道民栄誉賞
- 1996年度東京都 都民栄誉賞